# Sophron (Dichter)
Sophron von Syrakus (griechisch Σώφρων) war ein antiker griechischer Dichter. Er lebte im 5. Jahrhundert v. Chr. in Sizilien.
Seine Stücke waren derb-komische Prosaszenen, die ohne Szenerie in Kostümen, aber ohne Maske, rezitiert wurden. Dabei handelte es sich um realistisch gehaltene, dem täglichen Leben entnommene Einzelszenen, in denen teils Männer, teils Frauen (je ausschließlich) auftraten. Die Sprache war rhythmisierte Prosa. Soweit ihr Inhalt erkennbar ist, spielten Wortwitz, Parodien und vor allem Situationskomik eine große Rolle.
Für ihren künstlerischen Rang zeugt Platons Begeisterung für diese Stücke, deren Texte er nach Athen geholt haben soll. Die Stücke sind allesamt verloren, lediglich einzelne Titel sind bekannt: Der Landmann, Der Thunfischer, Die Schwiegermutter, Die Flickerinnen, Die Mondbeschwörerinnen etc. Sie dienten Theokritos als Vorbild. Apollodor von Athen schrieb einen vierbändigen Kommentar. Die erhaltenen Fragmente stammen zumeist von Lexikographen und Dialektforschern.